# Utah Saints
Gli Utah Saints sono un gruppo dance originario di Leeds in Inghilterra formato da Jez Willis e Tim Garbutt.

## Storia
I componenti del gruppo si conobbero mentre facevano i produttori e i DJ per il Nightclub Mix a Harrogate nei primi anni 1990. Ebbero inizialmente successo nelle classifiche con il singolo What Can You Do For Me, Something Good e Believe In Me, in questi tre brani sono stati utilizzati rispettivamente campionamenti vocali di Gwen Guthrie, Kate Bush e The Human League (in What Can You Do For Me è presente anche un campionamento degli Eurythmics). Gli Utah Saints poi si allontanarono dall'utilizzo di voci campionate con singoli come I Want You e I Still Think Of You (la voce è solo di Jez Willis). Tre canzoni degli Utah Saints, Hands Up, Techknowledgy e Sick, sono contenute nella colonna sonora del videogioco Carmageddon TDR2000.
Dopo il loro album di debutto, l'omonimo Utah Saints, e un ulteriore singolo Ohio, gli Utah Saints sembrarono scomparsi per diversi anni, anche se erano ancora impegnati a fare remix per una vasta gamma di artisti, tra cui Blondie, The Human League, Hawkwind, Simple Minds, James, Annie Lennox e the Osmonds e produssero tra l'altro la colonna sonora del film Mortal Kombat nel 1995. Durante questo periodo, hanno registrato un album che doveva essere chiamato Wired World, ma non fu mai pubblicato, e realizzato una manciata di brani, che non sono mai usciti, con titoli come Star, Train e Rock .
Durante la loro carriera, i due artisti intrapresero iniziative soliste: Tim andò in tour in America con gli Orbital, Moby e Aphex Twin, mentre Jez Willis ha condotto una rubrica la domenica notte su una radio dance dello Yorkshire.

## Stile musicale
Descritti come, "la prima vera house band da stadio" dal musicista Bill Drummond, gli Utah Saints riprendono campionamenti da brani pop e rock accostandovi un ritmo ballabile. Sebbene la loro musica sia difficilmente collocabile in un genere particolare, Il loro sound è stato paragonato agli Underworld, ai Fluke, The KLF, e anche ai Ministry o ai Nine Inch Nails.

## Discografia

### Album
- 1992 – Utah Saints #10 UK
- 2000 – Two
- 2008 – Freshtraxxx Vol 3 (mix album)

### Singoli ed EP
- 1991 – What Can You Do For Me (con campionamento di There Must Be an Angel (Playing with My Heart) degli Eurythmics[5] e Ain't Nothin' Goin' on But the Rent di Gwen Guthrie)[2] #10 UK
- 1992 – Something Good (con campionamento di Cloudbusting di Kate Bush)[3] #4 UK
- 1993 – Believe in Me (con campionamento di Love Action (I Believe in Love) di The Human League,[4] You Gave Me Love di Crown Heights Affair e Do Ya Wanna Funk? di Sylvester James) #8 UK
- 1993 – I Want You (con campionamento di War Ensemble di Slayer) #25 UK
- 1994 – I Still Think of You #32 UK
- 1995 – Ohio (con campionamento di Fire degli Ohio Players e Somebody Else's Guy di Jocelyn Brown) #42 UK
- 2000 – Love Song (con campionamento di Pick Up the Pieces degli Average White Band) #37 UK
- 2000 – Funky Music (Sho Nuff Turns Me On) (con Edwin Starr) #23 UK
- 2000 – Power To the Beats (con Chuck D) e campionamento di Enter Sandman dei Metallica)
- 2001 – Lost Vagueness (con Chrissie Hynde)
- 2008 – Something Good '08 #8 UK
- 2009 – Football Season Is Over Remix per l'album  Suicide Season: Cut Up dei Bring Me the Horizon